# بافيل سيتكو
بافيل سيتكو (بالروسية: Ситко, Павел Валерьевич)‏ (مواليد 17 ديسمبر 1985 في ريكيتسا) لاعب كرة قدم بيلاروسي دولي يجيد اللعب في خط الوسط . يلعب حاليا لصالح نادي شاختيور سوليغورسك البيلاروسي منذ 2009 .

## روابط خارجية
- بافيل سيتكو على موقع قاعدة بيانات كرة القدم.إي يو (الإنجليزية)
- بافيل سيتكو على موقع ناشيونال فوتبول تيمز (الإنجليزية)
- بافيل سيتكو على موقع Soccerway.com (الإنجليزية)
- بافيل سيتكو على موقع كووورة